# Geraldo Alves
Pour les articles homonymes, voir Alves.
Geraldo Alves, de son nom complet Geraldo Washington Regufe Alves, né le 8 novembre 1980 à Póvoa de Varzim, est un footballeur portugais, qui évoluait au poste de défenseur central.

## Biographie
Né à Póvoa de Varzim, Alves termine sa formation footballistique dans le club local, le Varzim SC. En 1999, il signe avec le SL Benfica, un des clubs les plus prestigieux du Portugal, mais ne dispute que cinq rencontres de championnat en deux saisons, étant principalement aligné avec l’équipe réserve, évoluant alors en troisième division.
Face au manque d’opportunités en équipe première, Alves est transféré en janvier 2002 au SC Beira-Mar, un autre club de Primeira Liga, où il est utilisé de manière irrégulière. Après une saison au Gil Vicente FC, il rejoint le FC Paços de Ferreira, où il vit la période la plus stable de sa carrière. Lors de la saison 2006-2007, il participe à 28 rencontres et inscrit deux buts, tous deux marqués lors d'une victoire 2-1 à domicile contre le CD Nacional le 7 avril 2007, une saison historique pour le club qui décroche alors sa première qualification en Coupe UEFA (aujourd’hui Ligue Europa).
Le 5 juin 2007, Alves signe un contrat de trois ans d’une valeur de 1,3 million d’euros avec l’AEK Athènes FC, où son jeune frère Bruno avait également évolué auparavant, prêté par le FC Porto. Le 20 septembre suivant, il inscrit son premier but avec le club lors d’un match de Coupe UEFA contre le Red Bull Salzbourg, contribuant à une victoire 3-0 à domicile (score cumulé : 3-1).
Titulaire durant sa première saison en Super League grecque, Alves perd sa place de titulaire lors de l’exercice 2008-2009, au profit de l’international suédois Daniel Majstorović.
Le 5 juillet 2010, Alves rejoint le FC Steaua Bucarest en tant qu'agent libre, en signant un contrat de deux ans. Il fait ses débuts en Liga I le 25 juillet, face à l’Universitatea Cluj.
Alves inscrit ses deux premiers buts officiels pour le Steaua le 5 avril 2011, lors d’une victoire 5–0 à domicile contre l’FC Unirea Urziceni en championnat. Son équipe termine finalement cinquième du championnat et se qualifie pour la Ligue Europa. En juin 2012, il est libéré par le club en raison de son salaire jugé trop élevé.
Le 18 août 2012, Alves choisit de rester en Roumanie et signe un contrat de deux ans avec le FC Petrolul Ploiești. Il obtient ensuite le brassard de capitaine de l’équipe.
Le 3 septembre 2017, à l’âge de 36 ans, Alves annonce sa retraite du football professionnel.

## Vie privée
Le frère cadet d’Alves, Bruno, était également footballeur et évoluait au poste de défenseur central. Ils possèdent des origines brésiliennes du côté paternel : leur père, Washington Alves (en), a joué dix ans au Portugal – principalement avec le Varzim – où sont nés ses enfants,,.
Le plus jeune frère, Júlio, était également footballeur, évoluant au poste de milieu de terrain, Leur oncle, Geraldo Assoviador (en), a lui aussi été footballeur,.
Alves a épousé une femme roumaine, avec qui il a eu une fille.

## Palmarès
FC Paços de Ferreira
- Segunda Liga :
  - Vainqueur : 2004-2005

 Steaua Bucarest
- Coupe de Roumanie :
  - Vainqueur : 2010-2011

 FC Petrolul Ploiești
- Coupe de Roumanie :
  - Vainqueur : 2012-2013

 FC Astra Giurgiu
- Liga I :
  - Vainqueur : 2015-2016

- Supercoupe de Roumanie :
  - Vainqueur : 2016